# Platysepalum chevalieri
Platysepalum chevalieri là một loài thực vật có hoa trong họ Đậu. Loài này được Harms miêu tả khoa học đầu tiên.